# سيف المبارزة

تظهر منطقة الهدف المسموح بها (الجسم بأكمله) باللون الأحمر على لاعب بسيف المبارزة.

إن الشِّيش أو الإيبية أو سيف المبارزة (بالفرنسية épée) هو المشتق الحديث من سيف التبارز، وهو السيف الصغير الذي تطور من الحسام المستخدم في رياضة مبارزة سيف الشيش). والمصطلح الإنجليزي Épée مأخوذ من الفرنسية ومعناه «سيف».
نظرًا لأنه سلاح طعن، فإن سيف المبارزة يعد مماثلاً لـ سيف الشيش (مقارنة بـ السيف العربي)، لكن حده أكثر صلابة ويكون على شكل حرف V في المقطع المستعرض الذي يوصف به المحزاز حيث يتميز بواقٍ جرسي أكبر فضلاً عن أنه أثقل وزنًا. ومع ذلك، فالأسلوب مختلف بعض الشيء ولا توجد قواعد تتصل بمن له الأولوية أو لمن الامتياز. إضافة إلى أن الجسم بأكمله منطقة مستهدفة مباحة.

## الخلفية

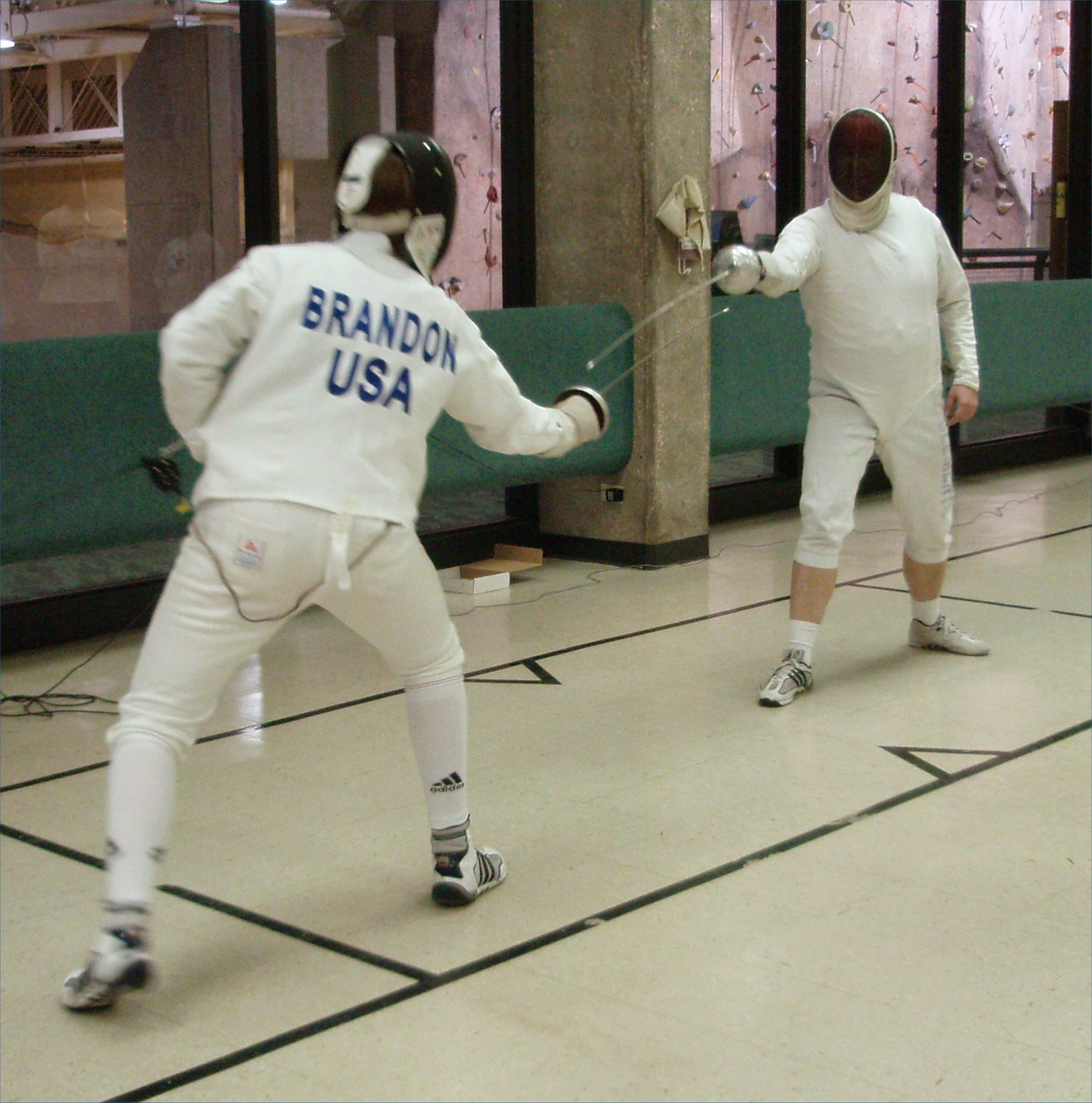
مبارزة بسيف المبارزة الكهربي

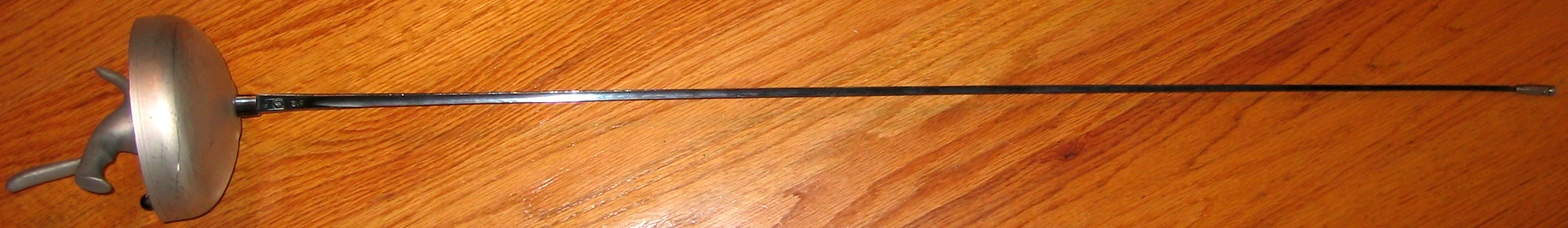
السيف الكهربائي مع قبضة المسدس

على الرغم من أن رياضة المبارزة الحديثة تضم ثلاثة أسلحة، وهي (الشيش وسيف المبارزة والسيف العربي)، إلا أن لكل سلاحًا منها قواعد منفصلة، ومع سيف المبارزة فقط تكون المنطقة المستهدفة المباحة هي الجسم بأكمله. ويُعد سيف المبارزة هو أثقل السيوف وزنًا في أسلحة المبارزة الحديثة. وتتطلب المبارزة بهذا السيف الكثير من التركيز والدقة والسرعة. وحيث إن الجسم بأكمله مستهدف، يجب أن يكون المبارز الناجح قادرًا على التنبؤ والتوقع بحركات خصمه وصدها في الوقت المناسب.
وفي أغلبية المسابقات الأعلى مستوى تُغطى الحلبة بشبكة معدنية لعزل ومنع احتساب لمس السيف للأرضية. وعلى عكس السيف العربي وسيف الشيش، لا يوجد مع سيف المبارزة أي قواعد للامتياز فيما يتصل بالهجمات باستثناء القاعدة السابقة الذكر بخصوص أن اللمس يتم بذبابة السيف فقط. وتحتسب اللمسات فقط على أساس أي المبارزين قام باللمس أولاً، وفقًا لآلات منح الدرجات الإلكترونية. ويُسمح أيضًا باللمسات المزدوجة مع سيف المبارزة، ومع ذلك يجب أن تحدث اللمسات خلال 40 ميللي ثانية (أي 1/25 جزء من الثانية) لكل لمسة.

## الوصف
يبلغ طول حد سيف المبارزة الحديث المتوافر لاستخدام المبارزين الكبار (حجم 5) 90 سم بداية من رئاسة السيف وحتى ذبابته؛ ويبلغ أثقل وزن مسموح به 770 جرامًا، لكن أغلبية سيوف المسابقات تكون أخف بكثير وتزن حوالي من 300 إلى 450 جرامًا. بينما يكون سيف المبارزة المتوافر لاستخدام الأطفال تحت سن 13 سنة أقصر وأخف (مقاس 2) لجعل استخدامهم له أسهل.
ويكون حد سيف المبارزة من ثلاث جهات على عكس سيف الشيش والسيف العربي حيث يكون المقطع المستعرض لهما على شكل مستطيل. وفي المسابقات تحتسب اللمسة الصحيحة بسيف المبارزة إذا لمس المبارز خصمه بقوة كافية لضغط ذبابة السيف وبموجب القاعدة يبلغ الحد الأدنى للقوة 750 غرام ثقلي (7.4 ن). وحيث إن اليد هدف مباح، تكون رئاسة السيف أكبر حجمًا منها في سيف الشيش. وتكون رئاسة السيف في العادة مصنوعة من الألومونيوم أو الفولاذ المقاوم للصدأ. وتتصل ذبابة السيف بواصلة في رئاسة السيف بعد ذلك تتصل بجهاز التحكيم الإلكتروني أو بـ «الصندوق». ويتم عزل كل من رئاسة سيف المبارزة وحده ومقبضه في صندوق التحكيم لمنع احتساب ضربات السلاح على أنها لمسات.
وفي الثلمة الناجمة عن حد السيف على شكل V يوجد سلكان رفيعان بداية من نهاية حد الشفرة وصولاً إلى الواصلة الموجودة في رئاسة السيف. حيث يُثبت هذان السلكان بمادة لاصقة قوية. وتُحرص على إبقاء كمية المادة اللاصقة قليلة على قدر الإمكان في حالة تمكن المبارز من لمس خصمه في موضع المادة اللاصقة، حيث يجب تسجيل اللمسة بواسطة جهاز التحكيم الإلكتروني حيث إن المادة اللاصقة غير موصلة مع العلم أنه من المستبعد وقوع مثل هذا الأمر لكنه أمر محتمل (تم عزل حد السيف). ولا تحتسب نقطة في حالة اصطدام ذبابة سيف المبارز بذبابة سيف خصمه. وتتصل الواصلة الموجودة في رئاسة السيف بـ «حبل» ذي قابس ثلاثي الشعب يضعه المبارز تحت ملابسه، ثم تتصل بسلك إلى صندوق التحكيم الآلي. وينير مصباح في صندوق التحكيم الآلي (واحد لكل مبارز) ويصدر صوتًا في كل مرة يتمكن المبارز من الضغط على ذبابة السيف.
وتضم ذبابة السيف أجزاء عدة منها: ذبابة السيف المتحركة على شكل عش الغراب والمبيت الخاص بها أو «الأسطوانة» والتي تتصل بحد السيف ونابض تلامس ونابض ارتدادي. وعمومًا تظل ذبابة السيف في موضعها عن طريق مسمارين ملولبين عديمي الرأس صغيرين تخرج من كل منهما خيط إلى جانبي ذبابة السيف من خلال فتحات ممدودة على الجانب الآخر من الأسطوانة. ويثبت المسماران ذبابة السيف بالأسطوانة لكن في الوقت نفسه يمكن أن يتحرك بحرية في الفتحات. وعلى الرغم من أن هذا هو الأمر الأكثر شيوعًا، إلا أن خيارات السيوف دون مسامير متاحة. ويجب أن يسمح النابض الارتدادي لذبابة السيف بدعم قوة قدرها 750 غق (7.4 ن) دون تسجيل لمسة. وأخيرًا، يجب أن تسمح ذبابة سيف المبارزة بإدخال إسفين مباعدة بحجم 1.5 ملم بين ذبابة السيف والأسطوانة وعندما يتم إدخال إسفين مباعدة بحجم 0.5 ملم ويتم الضغط على الذبابة، يجب ألا تحتسب لمسة. ويتصل نابض الملامسة بخيط من داخل ذبابة السيف أو خارجها لتعديل هذه المسافة. وتُفحص تلك المواصفات في بداية كل مباراة أثناء المسابقات. وأثناء المسابقات، على المبارزين أن يكون لديهم على الأقل سيفين وحبلين للجسم في حالة عدم العمل أو التلف.
ويمتاز كل سلاح مبارزة بدرجة سرعة مختلفة، ومقارنة بسيف الشيش تكون درجة السرعة اللازمة للعب بسيف المبارزة أبطأ مع هجمات سريعة مفاجئة. وتمتاز المبارزة بالسيف العربي بالسرعة أثناء المباراة بأكملها.

## نبذة تاريخية
إن المصطلح الفرنسي épée يعني «سيف» (مشتق من كلمة سباثا). ولقد تم استخدام المصطلح الإنجليزي، épée لأول مرة في الثمانينيات من القرن التاسع عشر على أنها سلاح مبارزة رياضي.
ومثل سيف الشيش (fleuret)، نشأ سيف المبارزة من الأسلحة المدنية الخفيفة مثل سيف المبارزة الصغير إذ إنه بداية من أواخر القرن السابع عشر كان سيف التبارز هو الأكثر استخدامًا بدلاً من الحسام.
وتم تطوير سيف التبارز في القرن التاسع عشر، عندما كان القتال ينتهي مع «أول جرح» فقط بدلاً من الموت وتم هذا تحت ضغط السلطات. ووفقًا لهذا الحكم، أصبح من الكافي أن يُصيب المبارز خصمه بجرح صغير في رسغه أو أي منطقة مكشوفة أخرى حتى ينتصر في النزال.
وأثر هذا الأمر في تقنية المبارزة وتصميم السلاح.[بحاجة لتوضيح]
ولقد كان الحسام ذا الحامي الكامل يصنع في منتصف القرن السابع عشر لكنه لم ينتشر قبل القرن التاسع عشر.
واليوم، يمثل النزال بسيف المبارزة النزال في القرن التاسع عشر. ويجب أن يُصيب المبارز الهدف بذبابة سيفه. ويكمن الفرق بين سيف المبارزة وسيف الشيش مقابل السيف العربي، أنه لا يعتبر الملامسة الجسمانية بين المبارزين مخالفة ما لم تتم بـ «عنف أو شراسة»، مع ذلك لا تزال الملامسة الجسمانية بين الخصمين ينتج عنها التوقف الفوري للعب.
وفي الحقبة قبل استخدام السيف الكهربائي، كان المبارزون يستخدمون point d'arrêt («نقطة توقف») وهي نقطة ثلاثية الشعب ذات مسامير بارزة صغيرة التي تعلق بملابس أو قناع الخصم لتساعد المحكم في مشاهدة الضربات. وقد نجم عن استخدام تلك المسامير اشتهار النزال بسيف المبارزة بأنه نزال مؤلم إذ يمكن تمييز المبارزين بهذا السلاح بالقطوع الموجودة في أكمام ستراتهم. واليوم تُزود الأسلحة غير الكهربية عامة (تستخدم للتمرين) بأزرار بلاستيكية.

## وصلات خارجية
- التصنيف العالمي
- قائمة التصنيف العالمي بين 2009 و 2010 للرجال
- قائمة التصنيف العالمي بين 2009 و 2010 للنساء